# 세븐 고스트
《세븐 고스트》(07-ghost)는 아메미야 유키가 월간 zero sum잡지에서 연재한 만화로, 단행본은 전 17권으로 나왔다. 텔레비전 애니메이션은 스튜디오 딘에서 만들어 요미우리 TV 등에서 2009년 4월 6일부터 9월 21일까지 전 25화로 방영했다.